# Cyrtodactylus auribalteatus
Cyrtodactylus auribalteatus là một loài thằn lằn trong họ Gekkonidae. Loài này được Sumontha, Panitvong & Deein mô tả khoa học đầu tiên năm 2010.